# Dubeltówka

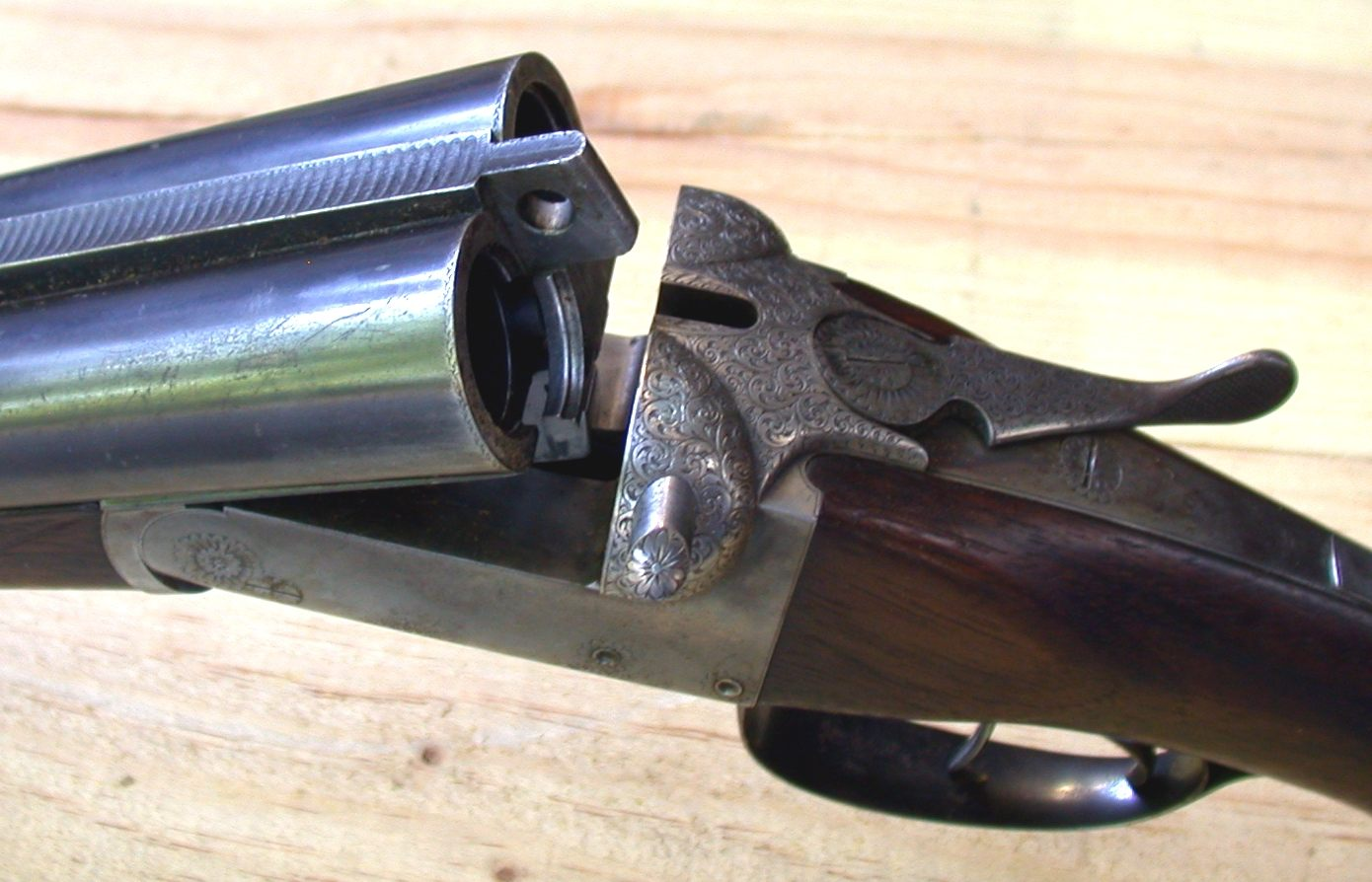
Komory nabojowe dubeltówki

Dubeltówka z lufami ułożonymi horyzontalnie

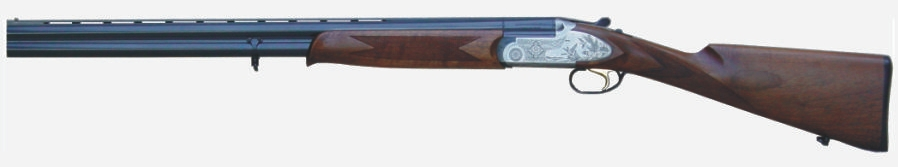
Dubeltówka (bok) z lufami ułożonymi wertykalnie

Dubeltówka – rodzaj strzelby wyposażonej w dwie lufy i komory nabojowe, które ułożone są równolegle obok siebie: horyzontalnie lub wertykalnie (tzw. bok).

## Charakterystyka
Dubeltówka zasadniczo jako broń myśliwska używana jest do polowań na niewielkie lub średnie zwierzęta. Jako strzelba z większych odległości zapewnia duży obszar rażenia, natomiast na krótkich dystansach zadaje znaczne obrażenia. Przystosowana jest do strzelania śrutem – głównie do ptaków lub breneką – głównie do dzików. Wykorzystywana także w charakterze sportowym przy strzelaniu do dysków.
Jest bronią dwustrzałową, lufy mocowane są w baskili, ryglowana tzw. kluczem. Wyposażana w zewnętrzne lub wewnętrzne kurki. Dubeltówki przeszły ewolucję od odprzodowej broni rozdzielnego ładowania (dubeltówki skałkowe i kapiszonowe), aż do popularnego współcześnie zasilania amunicją zespoloną (pierwotnie trzpieniową – tzw. lefoszówki, a następnie centralnego zapłonu).

## Użycie w wojsku polskim
Dubeltówki były częstym uzbrojeniem w czasie powstań narodowych – w powstaniu wielkopolskim 1848 i powstaniu styczniowym. Używano wtedy dubeltówek czarnoprochowych z zamkami kapiszonowymi, a czasem też i jeszcze z zamkami skałkowymi. Dubeltówki takie zwłaszcza w powstaniu styczniowym czasem starano się udoskonalać i dorabiano do nich bagnety, które często na stałe przymocowywano na końcach luf. Powstańców uzbrojonych w dubeltówki nazywano tyralierami, lub ptasznikami.